# Université catholique du Congo
L'université catholique du Congo (UCC) est un établissement d'enseignement supérieur privé, catholique, congolais. Elle est une institution de l'Église catholique du Congo. L'UCC tient son origine des Facultés catholiques de Kinshasa, elles-mêmes fondées en 1957.

## Organigramme de l'ucc Kinshasa
Les enseignements y sont organisés en neuf facultés :
- Faculté de Théologie (FTH)
- Faculté de Droit canonique (FDC)
- Faculté de Philosophie (FPH)
- Faculté d'Economie et Développement (FED)
- Faculté de Communications sociales (FCS)
- Faculté de Droit (FDR)
- Faculté des Sciences politiques (FSPO)
- Faculté des Sciences informatiques (FSI)
- Faculté de Médecine

## Infrastructures

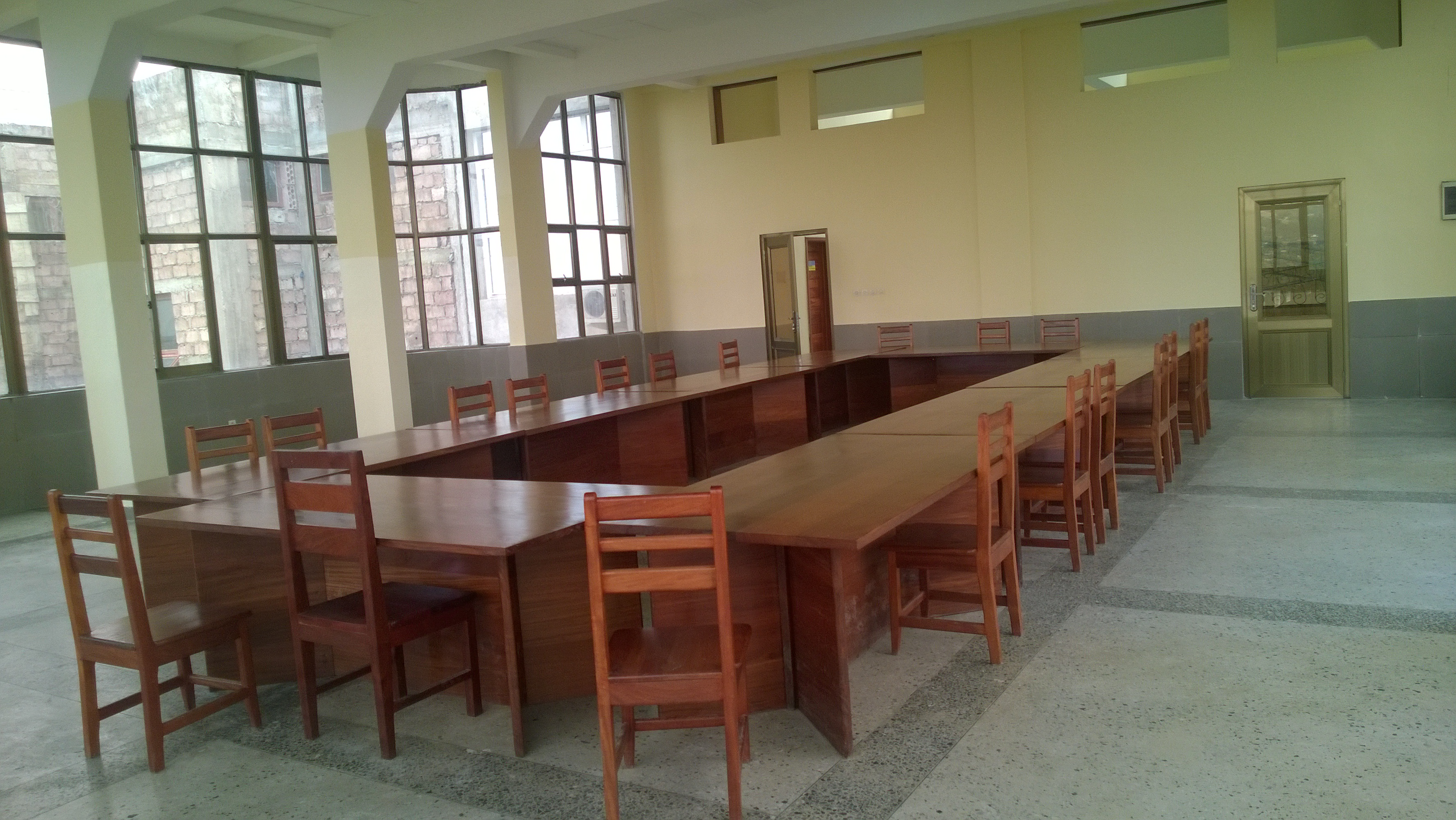
Salle de réunion pour étudiants.

L'UCC comprend également un centre de recherche et de langue et une école de management inaugurée en 2018. En outre une salle de lecture et une bibliothèque assez riche, reliée au réseau Mikanda, sont mises à la disposition des étudiants.
Elle se démarque des autres institutions de la capitale par une discipline très stricte et par une lutte inlassante contre la corruption et la pollution de l'environnement [ce qui lui vaut la première place du classement de dix institutions universitaires les plus propres]. L'université catholique du congo constitue donc un cadre idéal
pour la recherche et les études.

## Personnalités liées à l'université

### Professeurs
- Désiré Cashmir Eberande Kolongele

### Étudiants
- Benedicte Mundele (1993-), entrepreneure de produits frais de la république démocratique du Congo.
- Lisette Sangana, femme politique congolaise